# Sean Phillips
Pour les articles homonymes, voir Phillips.
Ne doit pas être confondu avec Shawn Phillips ou Shaun Phillips.
Sean Phillips est un dessinateur britannique de comics, né le 27 janvier 1965. Il débute avec la série New Statesmen, parue en 1988-1989 dans le comic book Crisis publié par Fleetway.

## Carrière

### PériodeJudge Dredd Megazine,2000 A.D.et Vertigo (1990-1999)
Dans les années 1990, Sean Phillips illustre, par son trait sombre, de nombreux récits paraissant dans les magazines anglais Judge Dredd Megazine et 2000 A.D, dont certains directement consacrés aux aventures du célèbre justicier de Mega-City One (#800-803 et #1033 de 2000 A.D. ainsi que le #45 de Judge Dredd Megazine vol.III). Par la suite, ses dessins sur Hellblazer #31, 34-36, 51 et 84-128, du label Vertigo, accroissent sa notoriété.

### PériodeWildstorm(2000-2005)
Le début du XXIe siècle voit le deuxième volume de la série WildC.A.T.s repris au dessin par Sean Phillips, en commençant par le #8 (paru en VF dans la revue WildC.A.T.s no 4 en juin 2000). Il enchaîne ensuite avec les 24 numéros de Sleeper écrits par Ed Brubaker.

### Travaux récents (2006-2008)
Outre son travail sur Uncanny X-Men, JLA et Batman, il œuvre de concert avec Richard Morgan en illustrant la mini-série Black Widow: The Things they Say About Her (six numéros, 2005-2006) avant de s'attaquer à Marvel Zombies. En 2006, il renoue avec son comparse Ed Brubaker afin de réaliser Criminal, dont ils possèdent les droits puisque tel est l'avantage du label Icon de Marvel Comics. Cette série est traduite en français chez Delcourt depuis 2007. En parallèle, Phillips s'occupe de la seconde mini-série Marvel Zombies.

## Œuvres en français
- 7 psychopathes (scénario de Fabien Vehlmann, Delcourt, juin 2007)
- Criminal (scénario d’Ed Brubaker, Delcourt)
  1. Lâche ! (juin 2007)
  2. Impitoyable (mars 2008)
  3. Mort en sursis (février 2009)
  4. Putain de nuit ! (septembre 2009)
  5. Pauvres pécheurs (novembre 2010)
- Marvel Zombies (scénario de Robert Kirkman, Panini)
  1. La Famine (juin 2007)
- Fatale, avec Ed Brubaker (Image Comics)
  1. Evil Dead (scénario de John Layman, avril 2008)
  2. Le Goût de la mort (octobre 2008)
- Sleeper (scénario d’Ed Brubaker, Panini)
  1. Seul contre tous (août 2008)
  2. Tous les faux mouvements (février 2009)
  3. Une ligne brisée (août 2009)
  4. Le Long Chemin de la liberté (novembre 2010)
- Incognito (scénario d’Ed Brubaker, Delcourt)
  1. Projet Overkill (avril 2010)
- Incognito: intégrale , scénario Ed Brubaker, (octobre 2022)
- World War Hulk (scénario de Greg Pak et Peter David, Marvel France, décembre 2010)
- Void 01 tome 3 de la série La Grande Évasion, scénario de Herik Hanna, Delcourt en 2012.
- Kill or Be Killed (scénario d’Ed Brubaker, Delcourt coll. « Contrebande ») : 4 tomes parus depuis 2018.

Sean Phillips a également réalisé les couvertures des titres suivants :
- Les Invisibles T.1 et 2 (scénario de Grant Morrison, Panini)
- 28 Jours plus tard T.1  (scénario de Michael Alan Nelson, Delcourt)

## Prix et récompenses
- 2007 : prix Eisner de la meilleure nouvelle série pour Criminal (avec Ed Brubaker)
- 2012 : prix Eisner de la meilleure mini-série pour Criminal : Le Dernier des innocents (avec Ed Brubaker)
- 2016 : prix Eisner de la meilleure mini-série pour The Fade Out (avec Ed Brubaker)
- 2019 : prix Eisner du meilleur album pour My Heroes Have Always Been Junkies (avec Ed Brubaker)
- 2021 : prix Eisner du meilleur album pour Pulp (avec Ed Brubaker)[1]
- 2023 : prix Eisner du meilleure recueil pour Parker : The Martini Edition : Last Call (avec Darwyn Cooke, Richard Stark et Ed Brubaker)[2]